# 比伦
比伦（德語：Büren，發音：[ˈbyːʁən] ⓘ）是德国北莱茵-威斯特法伦州代特莫尔德行政区帕德博恩县的城市，面积170.99平方千米，2023年12月31日人口为21,524人。

## 友好城市
布伦与以下城市结为友好城市：
- 比利时 科特马克（1981年）
- 法國 沙朗通勒蓬（1989年）
- 奥地利 米特西爾（1995年）
- 立陶宛 伊格納利納區（2003年）